# Anthrenus delicatus
Anthrenus delicatus là một loài bọ cánh cứng trong họ Dermestidae. Loài này được Kiesenwetter miêu tả khoa học năm 1851.